# 伊斯坦堡國際UFO博物館
伊斯坦堡國際UFO博物館（土耳其語：İstanbul Uluslararası UFO Müzesi）是位於土耳其伊斯坦堡貝伊奧盧的UFO博物館，於2002年1月開幕。為全球第四個和中東／巴爾幹／東歐地區的首個國際UFO博物館。其創立者是天狼星UFO太空科學研究中心主席海克潭·阿克多甘。
該館共由三個部門組成，擁有上千多本藏書。
2005年於代尼茲利和卡帕多細亞設立了分館。2011年設立了一個在卡車上的行動博物館。